# Tinguiririca
Tinguiririca (mapudungun: okrągły lub świecący kwarc) – aktywny stratowulkan w Andach. Znajduje się w Chile w pobliżu granicy z Argentyną, w regionie Libertador, w prowincji Colchagua, w gminie San Fernando. Ostatni jego wybuch miał miejsce w 1917 roku.